# Psaliodes
Psaliodes is een geslacht van vlinders van de familie spanners (Geometridae), uit de onderfamilie Larentiinae.

## Soorten
- P. albifascia Dognin, 1911
- P. albifulva Warren, 1909
- P. albistriga Warren, 1904
- P. aliena Dognin, 1911
- P. analiplaga Warren, 1904
- P. angustata Bastelberger, 1907
- P. annuligera Dognin, 1911
- P. antesignata Prout, 1934
- P. aparallela Prout, 1934
- P. apicenotata Dognin, 1910
- P. apostata Dognin, 1911
- P. aquila Dognin, 1911
- P. aurativena Warren, 1904
- P. bella Jones, 1921
- P. bicolor Prout, 1910
- P. biconalis Walker, 1859
- P. bifurcata Bastelberger, 1907
- P. bilineata Dognin, 1913
- P. bistrigata Dognin, 1906
- P. brachiata Warren, 1905
- P. castanea Warren, 1904
- P. catenifera Warren, 1907
- P. cedaza Dognin, 1899
- P. cidariata Maassen, 1890
- P. citrinata Warren, 1904
- P. clathrata Warren, 1904
- P. claudiaria Schaus, 1912
- P. coacta Dognin, 1911
- P. completa Warren, 1904
- P. composita Dognin, 1911
- P. concinna Bastelberger, 1907
- P. confusa Warren, 1897
- P. conimaculata Dognin, 1910
- P. conspersata Warren, 1904
- P. crassinota Dognin, 1911
- P. crispata Schaus, 1912
- P. cronia Druce, 1893
- P. crotona Druce, 1893
- P. cupreipennis Dognin, 1914
- P. cydna Druce, 1893
- P. cynthia Druce, 1893
- P. choma Druce, 1893
- P. daedala Druce, 1893
- P. damia Druce, 1893
- P. damophila Druce, 1893
- P. demasaria Schaus, 1912
- P. detractata Walker, 1862
- P. disrupta Dognin, 1913
- P. duplicilinea Warren, 1907
- P. electa Schaus, 1912
- P. endotrichiata Snellen, 1874
- P. euplaneta Dyar, 1916
- P. exilis Warren, 1907
- P. exuberans Dognin, 1911
- P. fervescens Dyar, 1920
- P. flavagata Guenée, 1857
- P. flavivena Dognin, 1903
- P. fractifascia Dognin, 1903
- P. fractilinea Warren, 1904
- P. fulva Warren, 1903
- P. fuscata Warren, 1905
- P. geminisigna Dognin, 1918
- P. grandis Dognin, 1913
- P. hieroglyphica Schaus, 1901
- P. infantula Warren, 1900
- P. inferna Warren, 1904
- P. infulata Schaus, 1912
- P. infuscata Prout
- P. interrupta Dognin, 1913
- P. intersecta Dognin, 1911
- P. interstrata Schaus, 1912
- P. inundulata Guenée, 1858
- P. jabata Dognin, 1899
- P. laticlara Dognin, 1904
- P. liebra Dognin, 1899
- P. lignosata Walker, 1862

- P. limbata Dognin, 1913
- P. lisera Dognin, 1899
- P. lucida Dognin, 1913
- P. magnipalpata Dognin, 1901
- P. marmorata Warren, 1905
- P. miniata Warren, 1904
- P. monapo Dyar, 1916
- P. multilinea Schaus, 1901
- P. myxa Druce, 1899
- P. nexilinea Warren, 1904
- P. nictitans Warren, 1904
- P. nigrifusa Bastelberger, 1907
- P. nivestrota Warren, 1907
- P. nodosa Warren, 1904
- P. nucleata Guenée, 1857
- P. ocreata Snellen, 1874
- P. oleagina Dognin, 1911
- P. olivaria Warren, 1908
- P. olivescens Dognin, 1911
- P. onopria Dyar, 1927
- P. orozcoa Dyar, 1914
- P. ossicolor Warren, 1904
- P. paleata Guenée, 1858
- P. pallida Schaus, 1901
- P. perfuscata Bastelberger, 1907
- P. pervasata Warren, 1904
- P. philetus Schaus, 1912
- P. picta Warren, 1904
- P. planiplaga Warren, 1904
- P. plumbescens Warren, 1904
- P. pomona Druce, 1893
- P. porcia Druce, 1893
- P. posides Druce, 1893
- P. potina Druce, 1893
- P. prionogramma Prout, 1910
- P. prunicolor Warren, 1904
- P. quinquelatera Prout, 1916
- P. repertita Dognin, 1913
- P. rica Dognin, 1899
- P. saja Dognin, 1893
- P. samaniegoi Dognin, 1891
- P. seitzi Bastelberger, 1907
- P. semirasa Warren, 1904
- P. semisecta Prout, 1916
- P. serratilinea Warren, 1904
- P. siennata Warren, 1904
- P. simplex Schaus, 1912
- P. sordida Warren, 1904
- P. stimulata Dognin, 1911
- P. strigosa Warren, 1904
- P. subfulvescens Warren, 1904
- P. subocellata Dognin, 1913
- P. subochreofusa Herbulot, 1988
- P. sutum Schaus, 1912
- P. tenuinota Dognin, 1911
- P. tolimata Dognin, 1913
- P. torsilinea Dognin, 1914
- P. trilunata Warren, 1904
- P. tripartita Warren, 1904
- P. tripita Dognin, 1895
- P. variegata Schaus, 1901
- P. vernifera Prout, 1929
- P. vinosata Warren, 1904
- P. vulpina Warren, 1904